# Jacques Seydoux
Pour les autres membres de la famille, voir Famille Seydoux.
Charles-Louis-Auguste-Jacques Seydoux  (30 décembre 1870 à Pau - 26 mai 1929 à Paris) est un diplomate et économiste français.

## Biographie
Issu d'une famille d'origine suisse et protestante, la famille Seydoux, il est le fils du diplomate Auguste Seydoux (1836-1890), le petit-fils de Charles Seydoux, président du Conseil-général du Nord, et l'arrière petit-fils de Nicolas Schlumberger. 
Il obtient sa licence en droit, est élève à l'École libre des sciences politiques et entre dans la diplomatie en 1893. 
Après avoir occupé différents postes à l'étranger ou au Quai d'Orsay, il est nommé sous-directeur des services du blocus et des régions libérées durant la Première Guerre mondiale, puis sous-directeur des relations commerciales en 1919.

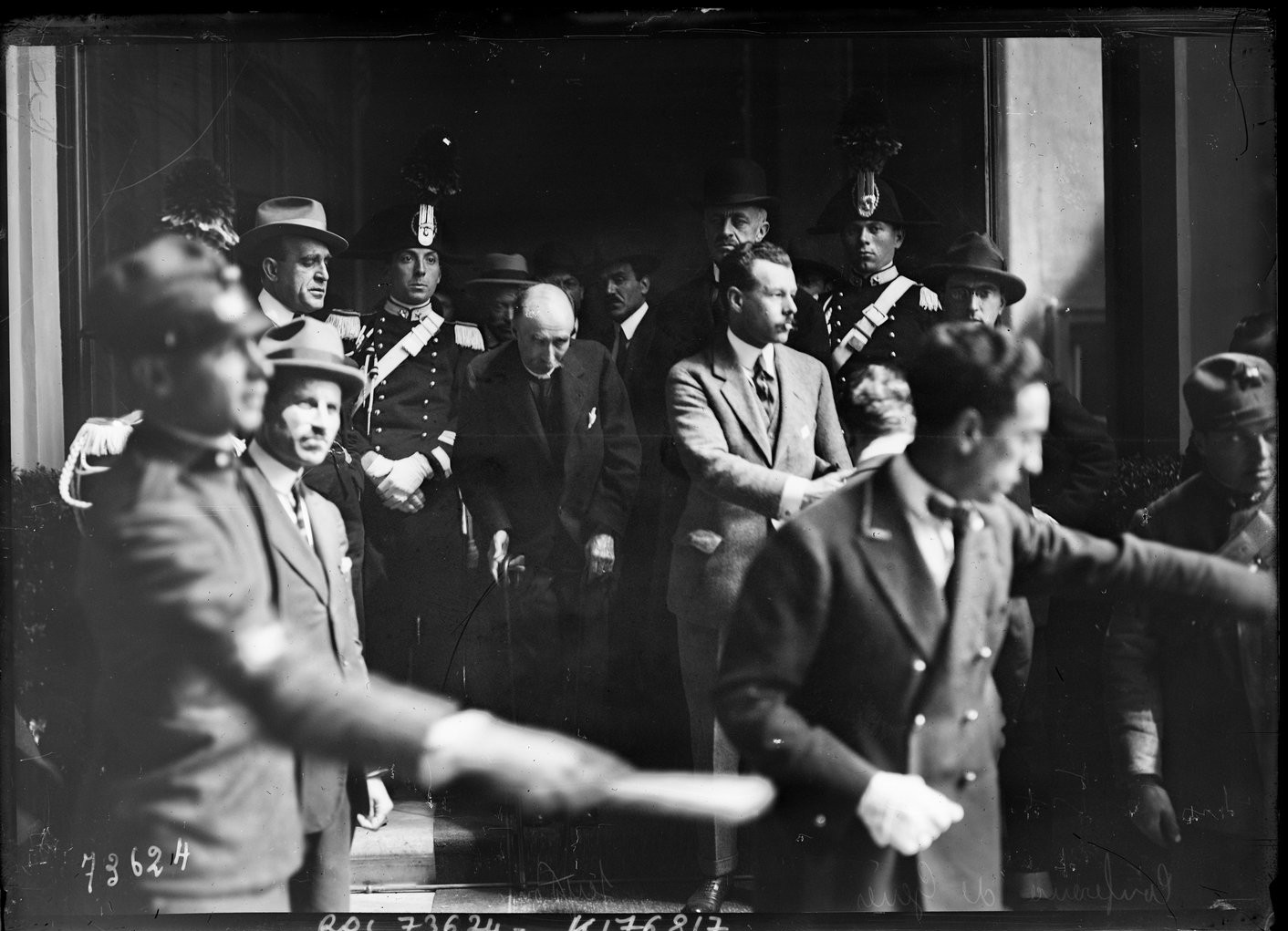
Conférence de Gênes de 1922, Jacques Seydoux (avec une canne).

Il est membre de la délégation française aux conférences de Spa (juillet 1920), de Londres (mars et mai 1921), de Cannes (janvier 1922), de Londres (juillet-août 1924), et chef de la délégation française à la conférences des experts de Bruxelles (décembre 1920) et à a conférence préparatoire de Gênes (Londres, mars 1922). Il est délégué de la France à la Conférence de Gênes d'avril-mai 1922. 
Il est ministre plénipotentiaire.

### Distinctions
- commandeur de l'ordre national de la Légion d'honneur ;
- officier d'Académie ;
- chevalier de l'ordre du Sauveur de Grèce ;
- officier de l'ordre de la Couronne de Roumanie ;
- officier de l'ordre de Léopold de Belgique ;
- 3e classe de l'ordre de l'Aigle rouge de Prusse ;
- commandeur de l'ordre Royal du Ouissam Hafidien du Maroc.

### Publications
- De Versailles au Plan Young (1932)

### Mariage et descendance
Il épouse en 1902 Mathilde Fornier de Clausonne (1880-1971), fille de Gustave Félix François Fornier de Clausonne (1850-1933), dernier baron de Lédenon, haut fonctionnaire, conseiller d'État, et de sa cousine Émilie Eugènie Florestine Élisabeth Silhol (1855-1953). Elle était la petite-fille d'Alfred Silhol, la petite-fille paternelle d'Émile de Clausonne et de Louise de Lafarelle-Lebourguil, Dont :
- René Seydoux (1903-1973), marié en 1931 avec Geneviève Schlumberger (1910-1993), fille de Marcel Schlumberger, dont postérité, dont Jérôme Seydoux, Nicolas Seydoux, Michel Seydoux ;
- François Seydoux, conseiller d'Etat, ambassadeur de France (1905-1981), marié en 1930 avec Béatrice Thurneyssen (1907-1984), dont postérité ;
- Georgette Seydoux (1906-1995), mariée en 1928 avec l'ingénieur et industriel Philippe Coste (1904-1974), dont postérité ;
- Roger Seydoux, ambassadeur de France (1908-1985), marié en 1944 avec Jacqueline Doll (1908-1984), dont postérité, dont Eric Seydoux[4].

### Sources
- Stanislas Jeannesson, Jacques Seydoux, diplomate (1870-1929), 2013
- Stanislas Jeannesson, Jacques Seydoux et la diplomatie économique dans la France de l’après-guerre, 2005